# Vao (Koeru)
Pour les articles homonymes, voir Vao.
Vao est un village de la commune de Koeru du comté de Järva en Estonie.
Au 31 décembre 2011, il compte 228 habitants.